# Бгаратпур (держава)
Бгаратпур  (1722 —1947 роки) — держава на півострові Індостан, що виникла внаслідок занепаду Імперії Великих Моголів. Вела боротьбу за панування в Раджастані. Зрештою визнало зверхність Великої Британії.

## Історія

### Раннє князівство
До початку 910-х років ці території входили до складу держави Гуджара-Пратіхарів. Потім утворилося напівнезалежне князівство зі столицею в Алварі, куди входили також сусідні землі. тут закріпилася молодша гілка Пртахарів на чолі із Матанадевою. Наприкінці X ст. один з нащадків останнього заснував династію Бадеджугар, яка занепала в XI ст. Однією з молодших гілок її був клан Бгаданаків, який панував в Бгаратпурі, а також сусідніх князівствах Алвар і Дголпур. Бгаданаки були більше 100 років найвпливовішими раджами північносхідного Раджастану.
У 1150-х роках усі вони визнали зверхність магараджахірадж Сакамбхарі (з клану раджпутів Чаухан). Після поразки 1192 року індуїстської коаліції у Другій битві при Тараїні почався швидкий занепад. Ймовірно десь у 1220-х роках володіння Бгаратпуру було приєднано до Делійського султанату.
1335 року разом з Алвою і Меватом стало частиною володінь клану ханзада-раджпут (нащадків клану ядуванши з князівства Караулі), що навернувся до ісламу. Засновником династія був Раджа Нахар-хан. Його нащадки із занепадом Делійського султанату стали фактично незалежними. Вели війни з представниками династії Сайїд та Джаунпурським султанатом. Після повалення обох султанатів бабуром Бгаратпур (разом з Алваром і Меватом) увійшов до складу Імперії Великих Моголів. У 1531—1551 року був частиною володінь Гіндал Мірзи. В подальшому час від часу надавався в якості джаґіру могольским аристократам чи полководцям.

### Князівство джатів
Десь у XIV ст. клан джохій з джатів починає переселення до Раджастану. З середини XVII ст. в Імперії Великих Моголів в середній частині долини Гангу почалися повстання джатів. Гокула, місцевий -заміндар Тілпату, очолив 1669 року перше з потужніших повстань. Незважаючи на те, що джати зазнали поразки і Ґокула був страчений, рух не було повністю придушено.
Поступово повсталі відступили до регіону навколо Делі, Агри та Матхури, проти імперських Моголів. У 1685 році відбулося друге повстання джатів під керівництвом Раджарама, заміндара Сінсіні, яке використовувало партизанську війну. Падишах Аурангзеб відправив на його придушення Бішан Сінґха, раджу Амбера, якого призначив його фаудждаром (командуючим залоги) Матхури. Джати чинили жорсткий опір, але до 1691 року Раджарам та його наступник Чураман були змушені підкоритися імперській армії.
Проте заворушення серед джатів тривали, і пізніше, після смерті Аурангзеба у 1707 році Чураман, скориставшись боротьбою за трон могольського падишаха, зміг витіснити моголів й раджпутів і регіону Матхури та створити незалежну державу, де вожді джатів сформували правлячий клас. Раджарам відбудував фортецю у Сінсіні. Справу продовжив Мункам Сінґх, син Чурамана, який поступово розширював володіння. Остаточно заснував джатську державу Бадан Сінґх у 1722 році. У 1740-х роках Бгаратпур вступав в союзи з сусідніми державами для протистояння спочатку амбіціями Марвара, а потім Джайпура і Холкарів.
Найвидатнішим правителем був Сурадж Мал. Він захопив важливе місто Агра 12 червня 1761 року. Агра залишалася у володінні магарадж Бгаратпура до 1774 року. Після смерті Сурадж Мала 1763 року відбувається частково послаблення держави внаслідок війн зі Скіндіями.
1774 року війська Бгаратпура зазнали поразки від могольського головнокомандуючого (мір-бахші) Мірзи Наджаф-хана, який знову захопив більшість земель джатів, включаючи Агру та Алігарх.
Під час другої англо-маратської війни Ранджит Сінґх підтримав Холкарів. 1805 року британські війська очочили столицю держави, яка впала через 3 місяці. Ранджит Сінґх погодився на мир і підписав субсидарний договір, яким фактично визнав взрхність Британської Ост-Індської компанії.
Джасвант Сінґх надав значну допомогу британцям для придушення повстання сіпаїв 1857—1859 років. Натомість став лицарем-великим командором Ордену Зірки Індії й право на салют з 17 гармат.
У серпні 1947 року Бгаратпур приєднався до домініону Індія. У 1948 році він став частиною Союзу Матс'я, а в 1949 році був приєднаний до штату Раджастхан. Члени правлячої родини продовжують брати активну участь у національних і регіональних справах. Декілька членів родини були членами парламенту та законодавчих зборів штату.

## Територія
Охоплювала північно-східну частину Раджастану (регіон Брадж), південну Хар'яну, західний Уттар-Прадешу. На піку піднесення у 1760-х роках охоплювало околиці Делі, включало міста Агра, Алігарх, Етах, Етава, Фарідабад, Фірозабад, Газіабад, Ґурґаон, Хатрас, Джаджар, Канпур, Майнпурі, Матхура, Меват, Мірут, Музаффарнагар, Палвал, Реварі та Рохтак, князівства Алвар, Бгаратпур, Буландшахр, Долпур. Території під контролем джатів загалом включали частини сучасного східного Раджастану, та Делі.

## Військо
Джатське військо складалося з 25 тис. піхотинців, 15 тис. вершників, мала у розпорядженні 300 гармат, залоги у провідних фортецях князівства.